# Улица Академика Книповича
У́лица Акаде́мика Книпо́вича — улица в Октябрьском округе Мурманска. Располагается в центре города. Направлена с запада на восток и пересекает всю вторую и третью террасы от спуска к рыбному порту вплоть до Планерного поля. Одна из оживлённых городских магистралей. Является связующим звеном между портом и Восточной объездной дорогой.
До 1962 года улица именовалась Кольской. Нынешнее название дано ей в честь видного российского и советского учёного, зоолога и океанолога Николая Михайловича Книповича, исследовавшего Мурманский берег в конце XIX века. В память 75-летия научно-промысловых исследований Баренцева моря, начатых в 1899 году под руководством Николая Михайловича Книповича на улице установлен памятный знак.

## Пересекает улицы
- улица Шмидта;
- проспект Ленина;
- улица Полярные Зори;
- улица Траловая.

## Примыкают улицы
- Улица Капитана Буркова;
- Планерная улица;
- Улица Радищева;
- Улица Новое Плато;
- Переулок Русанова.

Улица переходит в Рогозерскую улицу.

## Дома
На улице находятся дома с порядковыми номерами от 1 до 67. Наиболее примечательные из них:
- 6 — ПИНРО;
- 17 — Гостиница «Park Inn by Radisson Полярные Зори»;
- 23 — Гостиница «Моряк»;
- 48 — Центр занятости.

## Транспорт
- По улице Книповича проходит один автобусный маршрут № 11.
- По участку улицы от проспекта Ленина до улицы Шмидта проложена контактная троллейбусная сеть, используемая в служебных целях и в случае перекрытия движения по проспекту Ленина.